# Howard County, Iowa
Howard County är ett administrativt område i delstaten Iowa, USA, med 9 566 invånare. Den administrativa huvudorten (county seat) är Cresco.

## Geografi
Enligt United States Census Bureau har countyt en total area på 1 227 km². 1 126 km² av den arean är land och 1 km² är vatten.

### Angränsande countyn
- Mower County, Minnesota - nordväst
- Fillmore County, Minnesota - nord
- Winneshiek County - öst
- Chickasaw County - syd
- Mitchell County - väst
- Floyd County - sydväst

### Orter
- Chester
- Cresco (huvudort)
- Elma
- Lime Springs
- Riceville (delvis i Mitchell County)